# Vacío de Bootes

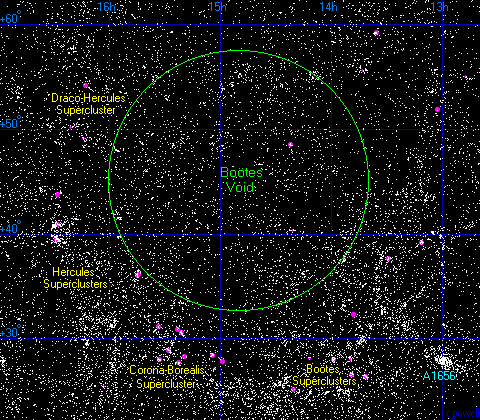
Mapa del vacío de Boötes.

El vacío de Boötes o el Gran Vacío es una gigantesca y cuasiesférica región del espacio, que contiene muy pocas galaxias. Se encuentra en las cercanías de la constelación de Boötes, de ahí su nombre. Su centro está localizado a 700 millones de años luz de la Tierra, aproximadamente en ascensión recta 14 h 20 m y declinación 26°.
Coordenadas:  14h 20m 0s, +26° 0′ 0″

## Descripción
Con un diámetro de por lo menos 250 millones de años luz, o un volumen de casi 236 000 Mpc3, el vacío de Bootes es uno de los vacíos más grandes que se conocen en el universo, y nos referimos a él como un supervacío. Su descubrimiento fue publicado por Robert Kirshner y otros investigadores en 1981, como parte de una publicación acerca del desplazamiento al rojo galáctico.
Otros astrónomos descubrieron pronto que el vacío contiene algunas galaxias. En 1987, J. Moody, Robert Kirshner, G. MacAlpine y S. Gregory publicaron su hallazgo de ocho galaxias en el vacío. M. Strauss y John Huchra anunciaron el descubrimiento de tres galaxias más lejanas en 1988, y Greg Aldering, G. Bothun, Robert P. Kirshner y Ron Marzke anunciaron el descubrimiento de quince galaxias en 1989. Para 1997, se sabe que el vacío de Bootes contiene 60 galaxias.
De acuerdo con el astrónomo Gregory Scott Aldering, la escala del vacío es tal que "si la Vía Láctea hubiera estado en el centro del Vacío de Bootes, no nos habríamos dado cuenta de que había otras galaxias hasta la década de los 60."
Los Supercúmulos de Hércules forman parte del borde cercano del vacío.

## Orígenes
No existe una contradicción obvia entre la existencia del vacío de Boötes y el modelo Lambda-CDM de la evolución del universo. En teoría, el vacío de Boötes se forma al fusionar huecos más pequeños, que es muy similar a la forma en que las pompas de jabón se fusionan para formar burbujas más grandes. Esto explica el pequeño número de galaxias que ocupan la región tubular que atraviesa el centro del vacío.

## Confusión con Barnard 68
El vacío de Bootes se ha asociado a menudo con imágenes de Barnard 68, una nebulosa oscura que no deja pasar la luz; sin embargo, las imágenes de Barnard 68 son mucho más oscuras que las observadas del vacío de Bootes, ya que la nebulosa está mucho más cerca y hay menos estrellas frente a ella, además de ser una masa física que bloquea el paso de la luz.

## Teorías
Se ha teorizado que el vacío de Bootes se formó debido a la unión de vacíos más pequeños, al igual que burbujas de jabón se unen y forman una más grande. Esto avalaría el pequeño número de galaxias que habitan en una pequeña y fina región con forma de tubo que discurre por medio del vacío.